# سیستم مدیریت محتوای کنتیکو
سیستم مدیریت محتوای کنتیکو یک بستر نرم‌افزاری ساخته شده توسط شرکت کنتیکو است که جهت ساخت و مدیریت وب سایت، فروشگاه اینترنتی، شبکه داخلی و وب ۲٬۰ به کار می‌رود. این نرم‌افزار جهت پردازش و ذخیره‌سازی اطلاعات از ASP.NET و SQL server استفاده می‌کند و درگاه‌های عملیاتی آن روی Visual Studio و Microsoft MVC فعال هستند و با Azure قابلیت تعامل دارند.